# Kepler-56 d
 (mai 2025).
Kepler-56 d est une exoplanète de type Jupiter froid en orbite autour de la son étoile hôte Kepler-56, située à environ 2 977,78 années-lumière de la Terre.

## Caractéristiques physiques
L'exoplanète se distingue par sa masse imposante de 5,6 MJ et son rayon de 1,1 RJ.

## Orbite
Elle orbite à 2,16  unités astronomiques de son étoile, une distance comparable à la ceinture d'astéroïdes (entre Mars et Jupiter) dans le système solaire.

## Découverte
L'exoplanète a été découverte par la méthode des vitesses radiales en 2016.

## Habitabilité
Les conditions d'habitabilité de cette exoplanète ne sont pas déterminées ou ne sont pas connues.